# 卡洛·佩莱格里尼 (1866年)
卡洛·佩莱格里尼（義大利語：Carlo Pellegrini，1866年10月25日—1937年9月5日），意大利画家。他曾代表意大利参加1912年夏季奥林匹克运动会艺术比赛，获得一枚金牌。